# Karatschuniwka-Stausee
Der Karatschuniwka-Stausee (ukrainisch Карачунівське водосховище; russisch Карачуновское водохранилище) ist ein Stausee am 549 km langen Inhulez, einem Nebenfluss des Dnepr, im Zentrum der Ukraine.
Der Karatschuniwka-Stausee liegt im Westen der Oblast Dnipropetrowsk im Rajon Krywyj Rih westlich der Stadt Krywyj Rih.
Er bedeckt eine Fläche von 26,9 km² und umfasst 308,5 Millionen m³ Wasser. Die Länge beträgt 35 km bei einer durchschnittlichen Breite von 1,28 km und einer maximalen Breite von mehr als 3 km.
Die Länge der Küstenlinie beträgt 43 km und die durchschnittliche Tiefe 6,88 m. Am tiefsten Punkt hat das Gewässer eine Tiefe von 19,1 m. Die Länge des Damms liegt bei 205 m.
Die Zuflüsse des Sees sind der Inhulez, der 74 km lange Bokowa sowie der 59 km lange Bokowenka (ukrainisch Боковенька).
Östlich des Stausees mündet bei Krywyj Rih die Saksahan in den Inhulez, der weiter stromaufwärts noch einmal zum Iskriwka-Stausee angestaut ist.

## Geschichte
Der Bau des Stausees wurde in den Jahren 1932–1938 in Auftrag gegeben und 1954–1958 vollendet. Er dient der Trinkwasserversorgung von Krywyj Rih und als Naherholungsgebiet. Die Kläranlagen an seinem Ufer können bis zu 200.000 Kubikmeter Wasser pro Tag reinigen. Der Name leitet sich vom westlich von Kriwyj Rih gelegenen und im Stausee untergegangenen Dorf Karatschuniwka ab.
Nach dem russischen Überfall auf die Ukraine im Frühjahr 2022 griffen Truppen der Russischen Föderation am 14. September 2022 auch den Staudamm an. Nach ukrainischen Offiziellen wurde die Einrichtung dabei durch Kampfflugzeuge mit Ch-22-Marschflugkörpern beschossen und beschädigt. 112 Häuser wurden nach ukrainischen Angaben als Folge der Schäden am Damm überflutet und die Trinkwasserversorgung von Krywyj Rih wurde zum Teil unterbrochen.
| Staudamm |

| Krywyj Rih |

| Oblast Dnipropetrowsk |